# Deng Fa
Deng Fa (ur. 7 marca 1906, zm. 4 sierpnia 1946), chiński polityk komunistyczny.
Pochodził z prowincji Guangdong. Uczestniczył w strajku marynarzy w Hongkongu (1925). Do KPCh wstąpił w 1930. Pełnił funkcję szefa Biura Bezpieczeństwa Państwowego Chińskiej Republiki Rad. W 1937 został mianowany szefem Biura Łącznikowego komunistycznej 8. Armii. W latach 1939–1942 był przewodniczącym Centralnej Szkoły Partyjnej. Zginął w sfingowanej katastrofie lotniczej.